# 38 témoins
38 témoins is een Frans-Belgische film van Lucas Belvaux die werd uitgebracht in 2012. 
Het scenario is gebaseerd op de roman Est-ce ainsi que les femmes meurent? (2009) van Didier Decoin.

## Verhaal
In de desolate rue de Paris in Le Havre, op loopafstand van de kathedraal, is 's nachts een brutale moord op een jonge vrouw gepleegd. De politie onderzoekt de zaak maar komt tot de bevinding dat geen enkele buurtbewoner iets heeft gezien of gehoord. Zo goed als iedereen sliep behalve een man die werd gewekt door lawaai en die dacht met nachtbrakers te doen te hebben. 
De volgende dag komt Louise Morvand thuis van een zakenreis in China. Ze woont met haar partner Pierre in de straat waar de misdaad werd begaan. Ze voelt onmiddellijk een zeker onbehagen in de buurt. Pierre, een havenloods, vertelt haar dat hij aan het werk was de nacht van de moord. Sylvie Loriot, een journaliste bij een plaatselijke krant, blijft in de buurt rondhangen in de overtuiging dat er toch iemand meer moet weten. 
Een van de volgende nachten biecht Pierre een slapende Louise op dat hij de nacht van de moord wel thuis was en wakker werd van hartverscheurende kreten, dat hij wel door het raam heeft gekeken maar niets heeft ondernomen. En dat hij nu door zijn geweten wordt gekweld. De volgende morgen vertelt Louise Pierre dat ze heeft gedroomd dat hij haar lang heeft toegesproken. Pierre antwoordt dat ze dit niet alleen heeft gedroomd maar dat hij, die anders zo zwijgzaam is, inderdaad met haar heeft gesproken. 

## Rolverdeling
| Acteur            | Personage                                                          |
| ----------------- | ------------------------------------------------------------------ |
| Yvan Attal        | Pierre Morvand                                                     |
| Sophie Quinton    | Louise Morvand, partner van Pierre                                 |
| Nicole Garcia     | Sylvie Loriot, de journaliste                                      |
| François Feroleto | politie-inspecteur Léonard                                         |
| Natacha Régnier   | Anne, buurvrouw en getuige, de ongehuwde moeder                    |
| Patrick Descamps  | Petrini, getuige en de buur die ermee dreigde de politie te bellen |
| Didier Sandre     | de procureur                                                       |
| Bernard Mazzinghi | de directeur van de gerechtelijke politie                          |
| Philippe Résimont | de gewelddadige man, buur                                          |